# Felsőszéktó (Kecskemét)

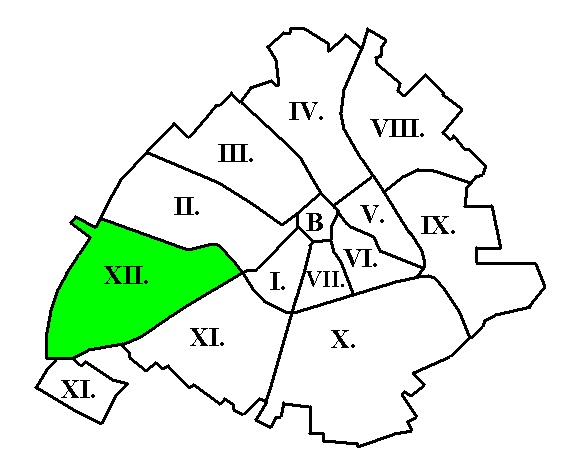
Elhelyezkedése Kecskeméten belül

Felsőszéktó Kecskemét egyik városrésze. A város nyugati részén helyezkedik el, kertvárosi, zöldterületes övezet sorházakkal, ikerházakkal és különálló kertesházakkal. Az 1970-es évek második felében indult el a fejlődése, és azóta is folyamatos a terjeszkedés; azelőtt termőföldes terület volt.
A leglátványosabb fejlődés az 1990-es évek közepétől indult, szinte hónapról hónapra utcányi, tömbnyi területek épültek be, de a fejlődés még napjainkban is tart, ugyanis a városközpontból egyre többen költöznek a város szélén lévő kertvárosokba, a zöldterület, a csönd és nyugalom miatt.

## Fekvése
Kecskemét nyugati részén található, az Izsáki út, és a Lajosmizse–Kecskemét-vasútvonal között, gyakorlatilag sík területen. Keletről a Máriaváros, délről Alsószéktó, míg nyugatról a Felsőcsalános és Felsőszéktő nevű külterületek határolják. A városrészt az észak-déli irányú Vízmű utca két eltérő jellegű részre osztja, ettől az utcától nyugatra található a főleg lakónegyedként funkcionáló Petőfiváros, míg ettől keletre inkább városi jelentőségű intézmények és épületek, például a Vízmű, az ahhoz kapcsolódó park, a Kecskeméti Élményfürdő és Csúszdapark, a Megyei Kórház Nyíri úti Rendelőintézete, a Széktói Stadion, és a Messzi István Sportcsarnok található. A petőfivárosi rész fontosabb intézményei közül említésre érdemes az SOS Gyermekfalu.

## Tömegközlekedés
A városrész helyi tömegközlekedéssel, legjobban az 1-es, a 11-es, a 15-ös és a 19-es busszal közelíthető meg.
A városrész határát képező Lajosmizse–Kecskemét-vasútvonalon a személyszállítás 2009. december 13. óta szünetel. 2010-ben azonban újraindult napi 2 vonatpárral.

## Politika
A városrész alkotja (a 2010-es átszervezés után is) Kecskemét 1. számú helyi választókörzetét, képviselője a városi közgyűlésben a 2010-es önkormányzati választások óta Kósa József, aki a Fidesz színeiben indult.
A városrészben 1998 óta részönkormányzat működik.

## Külső hivatkozások
- A Petőfivárosi Városrészi Önkormányzat honlapja Archiválva 2009. október 7-i dátummal a Wayback Machine-ben
- Kecskemét városrészeinek térképe